# Siniša Mihajlović
Siniša Mihajlović (en serbio cirílico Синиша Михајловић, Vukovar, Croacia, 20 de febrero de 1969-Roma, 16 de diciembre de 2022) fue un futbolista y  director técnico serbio que jugaba de defensa.

## Biografía
Mihajlović era hijo de Bogdan, serbio, y Viktorija, croata. Ambos padres se han manifestado yugoslavos. Podría haber jugado, ya sea para Croacia o la República Federal de Yugoslavia (ahora Serbia), pero prefirió Yugoslavia desde que se sentía más serbio debido a la guerra y su condición.
Su gran habilidad consistía en la precisión y el efecto con el que ejecutaba los tiros libres, siendo considerado por especialistas como uno de los mejores lanzadores de la historia, a la par de Andrea Pirlo y tan solo superado en efectividad por Rogério Ceni y Juninho Pernambucano. Tal era su habilidad que en un partido con el Lazio frente a Sampdoria, en 1998, anotó tres goles de falta. En su paso en la Serie A, 28 de los 38 goles que marcó allí fueron de tiro libre. Entre sus goles más destacados está el que le hizo al Maribor, en el que el balón atravesó la barrera cogiendo gran altura y curva, cayendo en la escuadra exacta del guardameta, un tanto parecido al que le metió a la Roma en 2005 en la final de la Copa de Italia y que dio la victoria al Inter de Milán.

## Carrera

### Como jugador
Empezó jugando para el Borovo NK (1986-1988) y el Vojvodina Novi Sad (1988-1990), pero se lanzó a la fama con el Estrella Roja de Belgrado (1990-1992), donde destaca junto con otros jugadores yugoslavos de su generación. Ganó la Copa de Europa en la temporada 1990-91 con el Estrella Roja de Belgrado. En la final, el Estrella Roja de Belgrado derrotó al Olympique de Marsella en la tanda de penaltis, después de un 0-0 a tiempo completo, con Mihajlović siendo uno de los goleadores. Mihajlović, más tarde ese mismo año con el Estrella Roja de Belgrado, ganó la Copa Intercontinental, al derrotar a Colo-Colo 3-0. 
Jugó dos temporadas en al AS Roma, ayudando a terminar el club 10.º y 7.º en el campeonato de la Serie A. Posteriormente, en 1994, Mihajlović recala en la Sampdoria. Allí coincide con algunos grandes jugadores como Clarence Seedorf, Christian Karembeu, Juan Sebastián Verón, Roberto Mancini, Attilio Lombardo, Ruud Gullit y David Platt, entre otros. 
Después de llegar a los octavos de final del Mundial Francia 98, Mihajlović pasa a la SS Lazio, donde gana algunos títulos, como el Scudetto 1999-2000, bajo la tutela de Sven-Göran Eriksson (quien le trajo de la Sampdoria) y su excompañero Roberto Mancini. En la Lazio conjugó un gran equipo conformado por algunos excompañeros de la Sampdoria, como Lombardo o Verón, aunado a jugadores como Dejan Stanković, Giuseppe Favalli, Luca Marchegiani, Alessandro Nesta, Fernando Couto, Pavel Nedvěd y Marcelo Salas, entre otros. 
Finalmente, en el verano de 2004, con la carta de libertad en una transferencia gratuita, y con la posibilidad de firmar, se unió a su amigo y excompañero de equipo Roberto Mancini en el Inter de Milán. Mihajlović volvió a jugar con Stankovic y Favalli, y con Verón, quien provenía de la Premier League. Pese a que terminó siendo suplente en el conjunto nerazzurro, decidió muchos partidos gracias al desequilibrio que generaba en las jugadas a balón parado. Anunció su retiro del fútbol al finalizar la temporada 2005/2006.

### Como entrenador
Inicios
En 2006 se convirtió en asistente de su excompañero y amigo Roberto Mancini en el Inter de Milán. Desempeñó estas funciones durante dos años, tiempo durante el cual ganaron varios títulos al frente del conjunto nerazzurri, hasta que ambos fueron despedidos el 29 de mayo de 2008.
Bolonia
El 20 de noviembre de 2008 fue designado como nuevo entrenador del Bolonia FC, de la Serie A del fútbol italiano, tras el despido de Daniele Arrigoni. Se hizo cargo del equipo cuando era el 19.º clasificado y lo dejó en 18.º lugar el 14 de abril de 2009, cuando fue sustituido por Giuseppe Papadopulo.
Catania
Vivió un breve paso en la temporada 2009-10 por el Catania, al que salvó del descenso (los elefanti eran el 19.º equipo a su llegada en la jornada 15 y terminaron la Serie A como 13.er clasificado, logrando lo que entonces era un récord de puntos para el club siciliano en la élite).
Fiorentina
Pasó a dirigir a la Fiorentina en junio de 2010. Tuvo un comienzo complicado dirigiendo al equipo de Florencia en la temporada 2010-11, ya que el conjunto viola ocupó puestos de descenso en 3 de las 9 primeras jornadas, pero remontó el vuelo en la segunda vuelta y lo llevó al 9.º puesto al término del campeonato. Abandonó el club tras diez jornadas de la temporada 2011-12, dejando al equipo toscano en el 13.er lugar de la clasificación.
Selección de Serbia
En mayo de 2012 fue nombrado entrenador de la selección de Serbia. Dejó el cargo en noviembre de 2013, tras no poder clasificar al combinado serbio para el Mundial de Brasil.
Sampdoria
El mismo día en el que se desvinculó de la selección de Serbia, fichó por la Sampdoria. El conjunto genovés se encontraba en puestos de descenso cuando llegó Mihajlović, pero comenzó a remontar y terminó la primera vuelta en 12.º puesto. Finalmente consiguió la permanencia matemática a falta de cinco jornadas para el final de la Serie A y fue confirmado para la próxima temporada.
En la campaña 2014-15, la Sampdoria protagonizó un gran comienzo, situándose en quinto puesto, con diez puntos más que la pasada temporada a estas alturas y estableciendo un nuevo récord particular de puntos en la primera vuelta del campeonato (33). Sin embargo, el conjunto genovés perdió fuelle en la segunda parte de la Serie A, quedándose sin opciones de clasificarse para una competición europea en la penúltima jornada. El 1 de junio de 2015, Mihajlović confirmó que no iba a continuar en el banquillo del Luigi Ferraris tras haber llevado al equipo a la 7.ª posición en el Calcio.
Milan
El 14 de junio de 2015 afirmó que había firmado un contrato de dos años como nuevo técnico del AC Milan, algo que el club confirmó oficialmente dos días después. El rendimiento del equipo rossonero en la Serie A 2015-16 fue similar al de anteriores temporadas, finalizando la primera vuelta del campeonato como 8.º clasificado; pero en la segunda vuelta mejoró sus números y se enganchó a la lucha por las posiciones europeas, además de clasificarse para la final de la Copa de Italia. Sin embargo, el 12 de abril de 2016, tras sumar solo dos puntos en los cinco últimos partidos de la Serie A, el club lombardo anunció su cese como entrenador del primer equipo milanista.
Torino
El 13 de junio de 2016 fue presentado como nuevo técnico del Torino. Tuvo un comienzo ilusionante al frente del Toro en la Serie A, situándose en 7.ª posición tras siete jornadas y siendo uno de los equipos más goleadores de la categoría, aunque concluyó la primera vuelta en 8.º puesto. En la Copa de Italia, el equipo piamontés cayó en octavos de final frente al AC Milan, antiguo equipo de Mihajlović. Finalmente, el Toro concluyó la Serie A en la 9.ª posición, a diez puntos del Milan, primer equipo que disputaría la competición europea. El conjunto turinés fue uno de los equipos más goleadores de la competición (71 tantos a favor), pero también fue de los más goleados (66 dianas en contra).
El 4 de enero de 2018 fue despedido por el Torino, tras haber quedado eliminado en cuartos de final de la Copa de Italia frente a la Juventus de Turín (2-0) y habiendo finalizado la primera vuelta de la Serie A con el equipo granata en 10.ª posición.
Sporting de Lisboa
En junio de 2018 firmó un contrato de tres temporadas con el Sporting de Portugal, pero el club le despidió tras solamente 9 días.
Regreso al Bolonia
El 28 de enero de 2019 inició su segunda etapa al frente del Bolonia FC. Logró sacar al equipo italiano de los puestos de descenso, terminando la Serie A en un solvente 10.º puesto al sumar 30 puntos en 17 jornadas. El 8 de junio de 2019, tras haber obtenido esta cómoda permanencia en la élite, renovó su contrato con el club por tres temporadas más. Un año después, con el equipo en 10.ª posición en la Serie A, amplió su contrato por un año adicional, antes de mantener nuevamente al equipo en la élite. Finalmente, el 6 de septiembre de 2022, tras no ganar ninguno de los cinco primeros partidos de la Serie A, el club anunció su destitución.

## Clubes

### Como jugador
| Club                      | País       | Año       | Partidos | Goles |
| ------------------------- | ---------- | --------- | -------- | ----- |
| FK Vojvodina              | Yugoslavia | 1988-1990 | 73       | 19    |
| Estrella Roja de Belgrado | Yugoslavia | 1990-1992 | 38       | 9     |
| AS Roma                   | Italia     | 1992-1994 | 54       | 1     |
| UC Sampdoria              | Italia     | 1994-1998 | 110      | 12    |
| SS Lazio                  | Italia     | 1998-2004 | 126      | 20    |
| Inter de Milán            | Italia     | 2004-2006 | 25       | 5     |

### Como entrenador
| Club                                | País   | Año       | P   | PG  | PE  | PP  | % v.   |
| ----------------------------------- | ------ | --------- | --- | --- | --- | --- | ------ |
| Inter de Milán (Segundo Entrenador) | Italia | 2006-2008 | 99  | 74  | 23  | 12  | 82.49% |
| Bolonia FC                          | Italia | 2008-2009 | 22  | 4   | 8   | 10  | 30.3%  |
| Catania Calcio                      | Italia | 2009-2010 | 25  | 10  | 9   | 6   | 52%    |
| ACF Fiorentina                      | Italia | 2010-2011 | 52  | 18  | 18  | 16  | 46.16% |
| Selección de Serbia                 | Serbia | 2012-2013 | 19  | 7   | 4   | 8   | 43.86% |
| UC Sampdoria                        | Italia | 2013-2015 | 69  | 26  | 23  | 20  | 48.79% |
| AC Milan                            | Italia | 2015-2016 | 38  | 19  | 10  | 9   | 58.77% |
| Torino FC                           | Italia | 2016-2018 | 64  | 23  | 24  | 17  | 48.44% |
| Bolonia FC                          | Italia | 2019-2022 | 142 | 46  | 38  | 58  | 41.31% |
| Total                               | Total  | Total     | 530 | 227 | 157 | 156 | 52.7%  |

## Palmarés

### Torneos nacionales
| Título              | Club                      | País       | Año     |
| ------------------- | ------------------------- | ---------- | ------- |
| Primera Liga        | FK Vojvodina              | Yugoslavia | 1988-89 |
| Primera Liga        | Estrella Roja de Belgrado | Yugoslavia | 1990-91 |
| Primera Liga        | Estrella Roja de Belgrado | Yugoslavia | 1991-92 |
| Supercopa de Italia | SS Lazio                  | Italia     | 1998    |
| Serie A             | SS Lazio                  | Italia     | 1999-00 |
| Copa Italia         | SS Lazio                  | Italia     | 1999-00 |
| Supercopa de Italia | SS Lazio                  | Italia     | 2000    |
| Copa Italia         | SS Lazio                  | Italia     | 2003-04 |
| Copa Italia         | Inter de Milán            | Italia     | 2004-05 |
| Supercopa de Italia | Inter de Milán            | Italia     | 2005    |
| Serie A             | Inter de Milán            | Italia     | 2005-06 |
| Copa Italia         | Inter de Milán            | Italia     | 2005-06 |

### Torneos internacionales
| Título                 | Club          | Sede       | Año  |
| ---------------------- | ------------- | ---------- | ---- |
| UEFA Liga de Campeones | Estrella Roja | Bari       | 1991 |
| Copa Intercontinental  | Estrella Roja | Tokio      | 1991 |
| Recopa de Europa       | SS Lazio      | Birmingham | 1999 |
| Supercopa de Europa    | SS Lazio      | Mónaco     | 1999 |

## Fallecimiento
Mihajlović falleció el 16 de diciembre del 2022 a los 53 años luego de una dura batalla contra la leucemia Había sido diagnosticado en el 2019.